# ドクター・エッグマン
ドクター・エッグマン（Doctor Eggman）は、セガグループ（セガゲームス、セガ・インタラクティブ）のコンピュータゲーム、『ソニックシリーズ』に登場する架空のキャラクター。本名はイーヴォ・ロボトニック（Ivo Robotnik)。単にエッグマンと言われることが多い。

## 概要
ソニックシリーズを通して敵役として登場する人物で、世界を自らの理想郷である『エッグマンランド』に変えようと、ソニック達の住む世界を統括する『連邦政府』と対立する。世界最高の頭脳と謳われた科学者であるが、性格は自分勝手で子供のようにワガママな自信家である。ジェラルド・ロボトニックを祖父に持つ。
オーボットによると「エッグマン」はソニックが彼を馬鹿にするために作った名前であったが、馬鹿にされる前に自らエッグマンを名乗るようになり、それが定着したという。年齢は不詳で老人と呼ばれる作品もあるが、中年とも言われている。一人称は基本的に「ワシ」だが、「わたし」を使う事もある。
その名のとおりタマゴのようにふっくらとした体格と、飛び出たようなヒゲが特徴。常にサングラスをかけ、頭にはゴーグルもかけている。「ホーッホッホッホ」という高飛車な笑いが口癖。普段は傲慢な老人口調で話すが、『ソニック ライダーズ』ではバビロン族の宝を手に入れるためにジェットを利用しようと馴れ馴れしい丁寧語を使い、『ソニック カラーズ』のエッグプラネットパークのアナウンスにおいては敬語とタメ口を使い分けていた。
なお『ソニック・ザ・ヘッジホッグ (2006年のゲーム)』ではモデリングやデザインが一新され、従来よりもかなりスリムな体型になった他、コミカルさがほとんど消失して完全にシリアス然とした性格になった。さらに王女エリスだけでなくシャドウに対して極めて丁寧で紳士的な口調で接するなどこれまでとは異なる言動も見られる。このモデリングや設定の変更は上記の作品のみで、後の作品ではデザインが『ソニック アドベンチャー』以降のものに戻り、以前にも増してコミカルな性格が強調されるようになった。
呼称に関しては、ソニック達には「エッグマン」と呼ばれているが一部の者からは「ヒゲオヤジ」と呼ばれており、シャドウやルージュからは主に「ドクター」と呼ばれる。『ソニック カラーズ』ではウィスプ達にその外見の印象から「ヒゲタマゴ」と呼ばれ、悪乗りしたソニックには「ヒゲゆでタマゴ」とまで言われている。なお、リゾからは「メガネジジイ」と言われる。アメラは「ロボちゃん」であり、アメラがエッグマンと初めて会ったときはエッグマンはまだ5歳である。
シリーズ皆勤賞であったが『ソニックと暗黒の騎士』には登場しない。

### 人柄
自称「悪の天才科学者」で、自身を「世紀の頭脳を持つ大悪党」や「この世に自分と並ぶ者はいない」など自信に満ちた発言をするだけに、ロボット工学者の父と祖父のジェラルド譲りのIQ300という優れた頭脳を持っている。ただ、その優れた頭脳を過信し過ぎるところがあり、詰めの甘さから出た失態により計画そのものが破綻することがよく見られる。実際、エッグマンを知る者からの評価は概ね高いとは言えない。
マシン工学の権威と言われるほどメカに詳しく、実際、小型のメカから巨大な空中艦隊まで（少なくとも劇中で確認出来る限りでは）たった一人で作り出すほどの技術力を持っている。
とぼけた外見・子供のような性格とは裏腹にIQに見合った知略派でもあり、その知能を生かしてシリーズでは地球規模や宇宙を舞台にしたスケールの大きい悪事を働いているが、部下の憎まれ口で苛立ったり、子供っぽい発言が目立つため威厳に欠ける。いつも世界征服活動をソニックに阻止されたり、自身の詰めの甘さが災いして自滅したりなど最終的に成功した試しはない。第三者を利用するなど策を弄する一方で、他者からはその科学力や頭脳を利用されやすく、エッグマンネガや当時人類への復讐を企んでいたシャドウなどに唆されて共同で悪事をすることもある。
目的のためには手段を選ばないこともあり、ソニックを誘き寄せるためにエミーやクリームを人質にしたり、『ソニック アドベンチャー2』や『ソニック・ザ・ヘッジホッグ (2006年のゲーム)』では、国を人質にして大胆な脅しをかけたこともある。人命を奪いかねない非道な行動に出ることもあるが、実際に人命を奪った描写はゲーム中では皆無である。ただし目的の為に行動しているだけで、積極的に人命を奪うことを好んではいない。なお、『シャドウ・ザ・ヘッジホッグ』においてはソニックがブラックアームズの非道な侵略、破壊行為を見て「エッグマンでもここまでしない」と語ったことがある。

### 活躍
世界征服のための計画をことごとくソニックに潰されているが、決して諦めることはなく、シリーズにおいてはほぼ例外なく世界征服をした後で己の理想郷である「エッグマンランドを建設する」という目的のために悪事の限りを尽くす。むしろ世界を破壊する自分以外の悪者に対しては「地球がなくなったらエッグマンランドが作れなくなる」という理由で、その侵攻に対抗するために戦力を出したり積極的に協力することがある。
一方でしばしば強大な力（カオス、ダークガイアなど）を狙い、「世紀の頭脳を持つ自分なら制御できる」と後先考えず行動したあげく結局制御できず、世界が破滅しかねない事態を招き起こす。これらのエッグマンの悪巧みによって暴走した者の多くは各シリーズの最後の敵としてソニックを初めとしたプレイヤーキャラクターの前に立ちはだかる者も少なくない。
このように周囲の迷惑を考えず、世界を何度も危機的状況に陥れており、世間にとっては人騒がせな人物であるが、上記の通り、当事者である本人が悪気を感じている場面はほとんど描かれない。自分の研究で世界を危機に陥れても自身をマッドサイエンティストという自覚を見せることはなく、むしろ『ソニックアドベンチャー2』や『シャドウ・ザ・ヘッジホッグ』などで利己的な研究や復讐のためなら世界を滅ぼしても構わないと考える（とエッグマンは思っていた）祖父であるジェラルドに、自分の事を棚に上げて「あのマッドサイエンティストめ！」と激怒している場面さえある。
しかし上記のように自分の帝国を作るための地盤を揺るがすことは望んでいないため、『シャドウ・ザ・ヘッジホッグ』でブラックアームズに利用されているシャドウを助けたり、『ソニックライバルズ』シリーズでは一切悪事を働かず、世界滅亡を企むエッグマンネガの野望を阻止するためにシャドウやシルバーと協力して終始正義のために行動した。また、かつては自分の祖父のような立派な科学者になりたいと語っていたがなぜ世界征服を狙うようになったかは不明。
『ソニック カラーズ』では今までエッグマンランドを作る目的とは異なり、表向きは今までの悪行を償いたいという名目で宇宙にテーマパーク「エッグプラネットパーク」を建造し、裏でウィスプの改造、ウィスプ達のエネルギーを抽出することで世界の人間を洗脳する計画を進めていた。これにはソニックですら「エッグマンがやった中でも特に酷い」と言われている。
これをきっかけにその続編にあたる『ソニック ジェネレーションズ』では、偶然タイムイーターの誕生に遭遇して時空を消す能力を解析し、これを利用して「自分の敗北の歴史を塗り変える」という計画を立案した。計画の全貌を聞いたテイルスから「このままでは世界が消える」と主張されたが、「世界など自分が作り変える」などと自信満々に豪語しており、上記のソニック同様過去の自分であるクラシックエッグマンですら自分の行く末を嘆かれている。
『ソニック ロストワールド』では打倒ソニックのため幻の大陸ロストヘックスで六鬼衆を復活させ、さらに動物達をさらいメカの原動力として利用する一方で、惑星のエネルギーを吸収する際に惑星を破壊しないよう細心の注意を払うなど、『ソニック カラーズ』や『ソニック ジェネレーションズ』のような冷徹さは見られない。物語中盤からはソニック達と行動を共にし、敵として付き合いの長いソニックからはある種の信頼はされているも、テイルスはメカニックとしての考え方が対照的なためにお互い憎まれ口を叩いているが、ソニックやテイルスを体を張って助けるなどの一面を見せる。
逆に『ソニックフォース』では作中冒頭にソニックを捕まえデスエッグに幽閉。半年間拷問した挙句宇宙に放り出そうとしたり、自分に逆らう者をソニック同様幽閉したりある兵器によって根絶やしにしようとするなど、非道な行動を見せる。

### 他者との関係性
エッグマンの仲間は当人以外、全て自律型のマシンであり、ベクターからは「友達が少ないんじゃないか」と言われた事がある。
実際、交友関係はゲーム本編においてほとんど描写されていない。強いて挙げるのであればシャドウと長らく行動をともにした期間があるぐらいであり、彼が初登場した『ソニック アドベンチャー2』以降は、ほとんどのシリーズにおいてエッグマンの指揮下で長期間行動しているシリーズはなく、基本的には中立的な立場である。他にルージュも条件によっては彼と手を組むこともある。部下のメタルソニックは基本的にエッグマンの命令には忠実で、『マリオ＆ソニック』シリーズでは彼を信頼している描写がある。
逆にビジネス的な人脈はあるのか、『ソニックフォース』では腕利きの傭兵団を雇って研究所の防衛をさせていた。
『ソニック ワールドアドベンチャー』以降は明確な意識を持った側近的なメカが登場するようになった。初登場した球体型の部下は皮肉屋で、言動がとても反抗的だった。『ソニック カラーズ』でオーボット・キューボットの二種類の側近メカが登場するが、こちらもエッグマンの期待通りの部下とは言えず、計画が達成に近づいていた際に「もうすぐ馬鹿どもともおさらば」という思いを抱いていたが、『マリオ&ソニック AT ロンドンオリンピック』、『ソニック ロストワールド』などでも引き続き部下として登場し、憎まれ口を叩き合いながらも一緒に行動している。
また、いつも敵対しているソニックのことを「永遠の宿敵」、「終生のライバル」などと言っているが、当のソニックは退屈しのぎの遊び相手程度にしか思っていない。ソニックのことは作中でも敵視し、「あの世に送ってやる」、「ここが貴様の墓場だ」などと発言しており、『ソニック フリーライダーズ』の説明でもソニック達を亡き者にしようとしていると説明されているが、『ソニックアドベンチャー2』ではソニックを宇宙空間へ放り込み、爆死させたつもりだったが実際には生きており、その後本人の前で「やはり生きておったか」と発言するなど、ソニックの力を認めているという妙な信頼を抱いている面も見られ、『ソニック・ザ・ヘッジホッグ (2006年のゲーム)』でソニックがメフィレスに殺害された際には、横たわる彼をみて悲痛な表情を浮かべていた。
シリーズを重ねるごとに彼のことを憎からずも思っているとされる場面も見られ、ソニックと戦うことが楽しみになったのか、わざわざ挑戦状をたたきつける行動を取るようになった。共通の敵に遭遇した時は裏切ることなく手を組み、共闘することもある。『ソニック カラーズ』ではその事を部下のキューボットに指摘され、一度は「好きでかまっていると思っているのか!?」と否定したが、「違うの?」と聞き返されて真剣に考えこむ姿も見られた。
ソニック自身も周囲の仲間とは違い、嫌ってはおらず彼に対しては一定の信頼に近い感情を抱く描写がアニメや一部の作品で見られる。こうした関係から時には共通の敵を前に裏切ることなく共闘することもある。ただし、大きな事件にエッグマンの姿を見つけるとさすがの彼もすぐにエッグマンを疑い、『ソニックと秘密のリング』ではよく似た人物をエッグマンと勘違いして危害を加えそうになった。また『ソニックカラーズ』以降からは他の仲間同様、快く思わない態度を見せており、アニメ版『ソニックトゥーン』では悪意を込めて「エッグヘッド」というニックネームで呼んでいる。一方で後年に登場した『チームソニックレーシング』では悪巧みを止めようとしつつも彼の無茶苦茶な屁理屈を聞きながらも付き合ってあげたり、『マリオ&ソニック AT 東京オリンピック2020』で意地を張るエッグマン達に「今は争っている場合じゃない」と彼らを説得し、共同するなど一部の作品では以前のように敵である彼に優しく接している。
テイルスも『ソニックワールドアドベンチャー』では多少だが彼を信頼している節を見せているも、『ソニック ロストワールド』では「仲良くなるなんて絶対無理」と言われているシーンがあるなどより不仲に描かれているが『マリオ&ソニック AT ソチオリンピック』のオールスターチャレンジロードを制覇するとテイルスと手を取りながら優勝した喜びを分ち合う描写があり、お互い自覚はないが気が合う部分がある様子。
『マリオ&ソニック』シリーズではクッパと手を組み、自分達のオリンピックを作ろうと企む姿が見られ、Wii版マリオ&ソニック AT バンクーバーオリンピックのショッピングではクッパと仲良く会話する場面も見られる。オープニングでもワリオと共同でマリオとソニックの邪魔をしようとするなど他の悪役に協力する場面が見られた。さらにDS版のアドベンチャーツアーズでもクッパとともに行動し、悪事の限りを尽くす。同作の最後では「その赤い帽子、見ているだけでムカムカするわい」とマリオのことも敵視するようになった描写がある。その後悔しさのあまり、クッパやメタルソニック達とともにマリオとソニック達の後をこっそりついていくも、ソニック達は案の定気づいていた。
3DS版『マリオ&ソニック AT ロンドンオリンピック』のエピソードモードでも再びクッパと手を組み、正式な選手にもかかわらず招待状が届いておらず（原因は手違いで発送されなかったため）、このことに「ソニック達が実力者の自分達を除け者にして楽しむ気だな」と激怒し、ワリオから戦利品でもらった霧の壷でオリンピックを中止にしようと企む。その後お互い真相を知り、招待状が届かなかった件も二人に同情したマリオとソニックの説得で和解し、クッパと共にオリンピックを楽しむ。この作品でソニックもエッグマンを手のかかる悪友として大事に思っていることが分かる。前日談の外伝ではメタルソニックの改造に奮闘していた。この作品ではエッグマンとクッパが名前を呼び合う場面もあり、このことからクッパとは近年友好関係にあるとされ、短気な彼を宥める冷静さを見ており、『マリオ&ソニック　AT 東京オリンピック2020』では珍しく揉める場面もあるもお互いフォローしあったり、励まし合っている。
また肉親については、父方祖父ジェラルドのことは、「子供の頃のわしにとってヒーローだった」と評していた一方、いとこのマリアのことはソニックフロンティアによれば「よく知らなかった」と語っていたことから彼女と面識は薄かったまたは皆無あった様子で、さらに死しても尚周囲から特別視されていた彼女を少し嫉妬していた模様。マリアとの面識の薄さについては、マリアの存命時にはそもそも時系列的にエッグマンが生まれていなかったと示唆する公式イベント等における公式サイドの発言もあり、50年前のアークに関する事件やジェラルドの末路を知らなかった様子などから、概ね辻褄が合う。

### 背景
彼の開発するメカ達は人間と同等程度のサイズから、時折艦隊クラスのものにまで膨れ上がり、デスエッグやテーマパークなどの大規模な建造物を建設することすらあるが、それらの資金源や建造方法などは明確になっていない。
金銭を稼ぐ描写としては、『ソニックバトル』で小遣い稼ぎのためにE-102ガンマの廉価版であるガードロボを警備用として一般市民に売っていること、また『ソニックライダーズ シューティングスターストーリー』で『メテオテック社』というセキュリティーマシンやエクストリームギアを製造する会社を密かに経営していることなどが挙げられる。
その一方で『シャドウ・ザ・ヘッジホッグ』ではテイルス曰くあらゆる場所から奪ったリングで巨大なテーマパークを作ったと話しており、『マリオ&ソニック AT ロンドンオリンピック』のロンドンフェスタのイベントでも大英博物館からコインを盗み、手土産にしようとするなど各地で盗みを働いている描写もあった。
『ソニック カラーズ』でのエッグプラネットパークのアナウンスには金儲けを優先しているような発言が節々に見られ、加えてテーマパークとして運営もずさんであり、内容は自他共に認める粗末さを誇っていた。その中で「ロボットを壊されると修理が大変なうえに値段がとても高い」というアナウンスがあり、その高い技術力の背景には相応のコストがかかることが示唆されている。
いずれにしてもその技術力をなんらかの方法で売り込んでいることだけは明かされている。

## エッグマン帝国
連邦政府軍「GUN」に対抗するためにエッグマンが形成した帝国だが、誰も認めていない。世界各地に大小数え切れないほどの基地があり、それらを拠点にマシン達をばらまいている。ソニックワールドアドベンチャーでは念願のエッグマンランド建設を果たしている。「愛と野望の空間」と呼称するそのエッグマンランドは、外見は観覧車などがある遊園地だが、中身は溶鉱炉や工作機械などで埋め尽くされている。
また、シリーズの舞台として彼の建設した施設は遊園地がモチーフにされることが多く、実際に経営することもある。

## 実写映画版
実写映画版ではドクター・ロボトニックの呼称で登場。『ソニック・ザ・ムービー/ソニック VS ナックルズ』まではゲーム本編と似付かぬスリムな体型をしている。日本語吹き替え版での一人称は基本的に「わたし」で、ゲーム版に比べて言動は比較的若々しい。
高度なドローン技術で知られるアメリカ人工学者だが、ゲーム本編以上に他者を信用せず一般人を愚者扱いする偏屈な性格となっている。そのため政府や米軍からは科学力自体は認められつつも言動が問題視されて疎まれている。一方で側近のエージェント・ストーンに対しては、一見雑に扱いつつも彼なりの愛情を見せている。
『ソニック×シャドウ TOKYO MISSION』では二度のソニックとの敗北に虚脱して引きこもり生活を送り、ゲーム本編同様の肥満体になっていた。チームソニックからの協力要請を受けるが、ジェラルド・ロボトニックとの再会によって祖父への情に絆されたことでチームソニックを裏切り、シャドウの力で世界征服しようと企む。
しかしジェラルドの目的は世界を滅ぼすことであり、世界は滅ぼすよりも征服するためにあると考える自身は最終的にジェラルドと決別する。

## 関連人物
シャフリアール王
『ソニックと秘密のリング』に登場する、アラビアンナイトの世界が作られる元となった人物。悪党ではない点以外は外見・性格はエッグマンにそっくりであるが、瓜二つの別人である。イレイザー・ジンに命を狙われ、彼が率いるマジンの軍勢により宮殿が荒らされるも、彼のみツボの中に隠れて難を逃れた。そこに王の安否を確かめにやってきたソニック達と出会い、会話をしている隙にイレイザーが操る翼竜にさらわれてしまう。
ソニックからは「またお前（エッグマン）の仕業か」と勘違いされたり、ピンチの際でも横暴な態度を取ったためか、かなり粗暴な助け方をされたりと、その扱いは散々であった。
クラシックエッグマン
『ソニック ジェネレーションズ』に登場する、過去世界のエッグマン。クラシックソニックとの戦いの最中、モダンエッグマンが操るタイムイーターに連れて行かれ、タイムイーターを完成させる計画をモダンエッグマンから聞き、協力する。外見はメガドライブ登場初期のものに酷似しており、モダンエッグマンよりも背がかなり小さい。声優はモダンエッグマンと同じだが、比較的落ち着いた話し方をする。性格は現在のエッグマンとそれほど変わらず、未来の自分の計画を大絶賛し、自分達を「天才コンビ」と称するなど自信家である。しかしこちらは多少冷静な目の持ち主であり、狂った考えを持った未来の自分を見て「自分はこんなにイカレてしまうのか」と嘆いたり、敗北後、モダンエッグマンの計画に「お前の計画は実に天才的名案だった」と皮肉を言ったりと、考え方が異なる未来の自分と必ずしも相性が良いわけではない。ソニックに勝った試しがないと項垂れる未来の自分を見て「学校の先生にでもなろうか」と野望を諦めるかのような発言を行なっていた（一方でモダンエッグマンはその発言に対して「今度は子供から征服してやる」とタイムイーターを悪用した人物とは思えないスケールの小さすぎる悪事にクラシックエッグマンからも呆れ返られていた）。

## エッグマンの発明品
以下は全てエッグマン一人で製作したものであり、他人の手が加えられているもの（『ソニックラッシュ』にてエッグマンネガと共同で制作したエッグサラマンダーなど）は含まない。意思を持ったロボット（メタルソニックやE-100シリーズなど）についてはソニックシリーズに登場するキャラクターの一覧#エッグマンファミリーを参照とし、ここでは記載しない。
- ドリルエッグマン
- ウォーターエッグマン
- トンカチエッグマン
- キャッチャーエッグマン
- サブマリンエッグマン
- ドリルエッグマンII
- サブマリンエッグマンII
- フライングエッグマン
- バリアエッグマン
- デスエッグロボ・エッグガンター

GUN乗り物から作られるエッグマンを模した巨大ロボット。エッグマン自身がモデルの為体系がふくよか。トゲが付いた手はロケットパンチのように射出でき、また背中からこれまたエッグマンを模した爆弾を発射する事が出来る。
後年の作品では「エッグガンター」を省略して、『ソニックマニア』や『ソニックジェネレーションズ』など、様々な作品に登場している。
また、『ソニック フォース』では量産型としてデザインが変更されたものが複数機登場する。
- EGG-HVC-001
- EGG-HVC-002
- EGG-HVC-003
- EGG-HVC-004
- EGG-HVC-005
- ジミー "モトラバグ"
- ボムモトラバグ
- デンジャラスボールタワー
- ホッピングエッグバルカン
- カマドマックス
- キラーターキィ号
- エッグタイフーン
- ファイヤーブレス
- フレイムモービル
- ビッグシェイカー
- スクリューモービル
- ガキーン
- ドリルモービル
- ボウリングスピン
- グラビトンモービル
- ビッグアイスダス
- フリーザーモービル
- ツインハンマー
- ボールシューター
- ビームロケット

エッグモービルの底面に大型ロケットを取り付けたメカ。ロケットの側面にビーム砲台があり、上下に移動しながらビームを発射する。
- ビッグアーム

エッグモービルに名前通りの大きな両腕を取り付けたメカ。腕以外にもエッグモービルの頭上にトゲ付きの蓋が付いており、上からの攻撃を防ぐ。
DS版『ソニックジェネレーションズ』では1番目のボスとして登場。
- ヘイホウ
- ブルーデビル
- ジェットモービル
- エッグマンバリア
- ガプセル
- ハングモービル
- ガーディアン
- ヒートアームズ
- ホットモービル
- レッドアイ
- デスボール
- エッグロボ
- 巨大エッグマンロボ
- タータタルトル
- マーベ シュポポラス号
- ウッド ブッタルンドルフ
- ギガトーマス "ペン"
- メカゴリラ
- カニパール
- ニードルマン
- スマイリーボム
- エッグプレス
- エッグボール
- エッグスパイダー
- エッグスネーク
- エッグモービル

エッグマンが開発した携帯デスク。エッグマンが様々な場面で乗っている球状の空飛ぶバイクである。
作品によって形状が異なり、球体に、乗りこむために中心部分が抉られているだけのものから、主翼やジェットエンジンが取り付けられているものなど様々。
ボスとして登場するメカをエッグマンが操縦する際は、大抵エッグモービルが丸ごとメカと接続し、そのままコックピット兼脱出装置として機能する。
- エッグモービルハンマーボール

エッグモービルの底面に鎖付き鉄球を取り付けただけのメカ。鉄球を振り回して攻撃を行う。
『ソニック フォース』では鉄球部分が丸鋸に換装されたものを振り回している。
- エッグモービルドリルマシン

先端にドリルの付いた車型の胴体に、コックピットとしてエッグモービルが接続したメカ。攻撃手段は体当たりのみ。
- エッグX
- スーパーエッグロボ
- E-01 "ベビーキキ"

E-00シリーズの1号機。
- E-02 "リノタンク"

E-00シリーズの2号機。
- E-03 "スイープ"

E-00シリーズの3号機。
- E-04 "レオン"

E-00シリーズの4号機。
- E-05 "ボアボア"

E-00シリーズの5号機。
- E-06 "スピナ"

E-00シリーズの6号機。
- E-07 "アイスボール"

E-00シリーズの7号機。
- E-08 "カートキキ"

E-00シリーズの8号機。
- E-09 "ブヨン"

E-00シリーズの9号機。
- ガードロボ E-13

E-10シリーズの3号機。
- E-15 "ウニダス"

E-10シリーズの5号機。
- E-16 "スパナ"

E-10シリーズの6号機。
- E-17 "ゴーラ"

E-10シリーズの7号機。
- E-20 "キキ"

E-10シリーズの10号機。
- E-30 "レーザータンク"

E-20シリーズの10号機。
- エッグウォーカー/エッグフォート/エッグエンペラー E-40

E-30シリーズの10号機。後の作品に同じ名前の別のメカが登場するが、関連性は無い。
- E-91 "クノイチ"

E-90シリーズの1号機。
- E-99-01 "バン号"
- E-99-02 "ババン号"
- E-99-03 "バババン号"
- エッグウォーカーII/エッグフォートII/エッグエンペラーII E-99 "エッグスターミネーター"
- グランドエッグインペリアル
- エッグマーズ E-3000-01
- エッグマーズ E-3000-02
- エッグハンマータンク[16]
- エッグボンバータンク[16]
- エッグトーテム[16]
- エアロエッグ[16]
- エッグソーサー[16]
- エッグゴーランド[16]
- エッグフロッグ[16]
- スーパーエッグロボZ
- エッグポーン

エッグマンの顔立ちに似た雑兵メカ。3D化以降の代表的な雑魚敵の一体であり、オリンピックシリーズにもNPCとして登場するなど比較的多くの作品に登場している。『ソニックカラーズ』では施設に合わせたマイナーチェンジ仕様のエッグポーンも登場している。
- エッグホーネット EG-1

エッグモービルにミサイルハッチと大型ジェットエンジン、展開式の巨大な針を装備した戦闘機型のメカ。ミサイルと針を展開した状態での体当たりが攻撃手段。
- エッグキャリア

カオスエメラルド捜索のため製造した飛行戦艦。「超万能巨大空中戦闘要塞」という長い肩書を持つ。名前に「キャリア（空母）」とあるように多数の戦闘機を搭載しており、それ以外にも船体各所に多数の砲台があるほか、船首部分が開くことで「エッグマン砲」という巨大なレーザー砲が出現するなど、空母というよりも航空戦艦に近い性能を持つ。側面が大きく開いて翼のような形となり、戦闘モードへ変形する事が出来る。2番艦が存在しているが、こちらはパーフェクトカオスに一撃で破壊されている。
- ネオエッグウォーカー EG-2

四足歩行型のメカ。歩くだけで衝撃波が周囲を襲う。
同名のメカが既に存在している為"ネオ"と付いているが、『ソニックアドベンチャー』で登場する際は"ネオ"は省略されている。
- エッグバイパー EG-3

空を浮遊する蛇型のメカ。胴体の3つと頭部の一つ、合計4つのレーザー砲台と、頭部の左右にあるトゲ付きのタイヤ状の物体を発射して攻撃を行う。
倒した後も最後の抵抗として特攻を行い、ソニックを道づれにしようとしてくる。
- エッグゴーレム

石のゴーレムそのものの見た目をしたメカ。
なお、エッグマンのメカとしては珍しく、中途半端に破壊された影響で暴走し、エッグマン自身がトドメを刺すことになる。
- エッグホーク

鷹型の中型戦闘艇。鷹の見た目をしているが、翼は羽ばたくことは無くローターが内蔵されており、ティルトローター機のように翼ごとローターの角度を変えて姿勢制御を行う。頭部にコックピットとしてエッグモービルが接続している。
機首にあたる嘴の部分に機関砲一門、足の部分に砲台が、操作を行うエッグポーンと共に搭載されている。
- エッグアルバトロス

大型兵器を輸送する輸送船。飛行船のような形状をしているが、ガス袋の部分に浮力は無く、機体各所に点在する多数のプロペラで飛行している。ガス袋の上にはエッグホークが接続されており、指令室兼脱出装置として機能する。ゴンドラ部分には多数の砲台が、操作を行うエッグポーンと共に搭載されている。
作中で登場した際は何を運んでいたのかは不明。
- ネオエッグエンペラー

ランスと盾を装備した騎士風のメカ。エッグマン自身をモデルにしている為体型はふくよか。
同名のメカが既に存在している為"ネオ"と付いているが、『ソニックヒーローズ』『ソニックジェネレーションズ』で登場する際は"ネオ"は省略されている。
DS版『ソニックジェネレーションズ』では3番目のボスとして登場。
- エッグブレーカー
- エッグディーラー

エッグマンの顔を模した胴体に、タイヤ付きの4本脚が付いたメカ。胴体部分には様々な絵柄が書かれた3つのスロットがあり、絵柄に応じた攻撃が行われる。なお、プレイヤーの攻撃でスロットを止める事ができ、最後のスロットをプレイヤーが止めることに成功すると自分自身に攻撃を行い自滅する。
- エッグビートル

クワガタムシ型のメカ。正面の巨大な鋏が特徴。また腹部は上型からはミサイルを発射し、下側からは爆弾もしくはサイコロ状の障害物を投下する事が出来る。鋏の根本の頭部にコックピットとしてエッグモービルが接続する。
なお、ブーストでの体当たり攻撃を受けると横転するのだが、この時更にブーストを行うことで追撃を行うことが出来る。
- エッグデビルレイ

デビルレイとはエイの事だが、魚型のメカ。レーザーを撃つ多数の浮遊砲台を装備しており、オールレンジ攻撃を行うことができる。
また一度攻撃を受けるとシールドを展開し、追撃を防ぐ。
- エッグランサー

色を赤く塗り変えたエッグビートルにエッグデビルレイの浮遊砲台が追従している、という外見のメカ。攻撃内容も両者の複合が多い。
シールドを展開することは無いが、攻撃を受けると逃げるように大きく後退もしくは空高く飛行し、追撃を防ぐ。
- エッグドラグーン

ダークガイアのエネルギーを利用して作られたメカ。正式名称は「ウルトラハイパープロトタイプ一号機」と非常に長い。
オープニングにて、ガトリング砲を装備し二足歩行するメカ（名称不明）をエッグマンが操縦しており、これを改良してエッグドラグーンを作り上げたと思われる。頭部にコックピットとしてエッグモービルを接続するが、この時頭部がネジの様に回転するため、接続時はエッグマンもエッグモービルごとグルグル回る（目を回すことは無い模様。）
右腕にガトリング砲、左腕にドリルが搭載されている。ガトリング砲は通常の弾丸の他に展開することで氷の弾を発射し、ドリルは細長いため剣の様に振り回す事が出来る他、射出して飛び道具にすることができる。
また背中には「ウィングユニット」というエネルギーで翼を生成する装置があり、これで空を飛ぶことができる。
エッグマン曰く二号機が存在しているらしいが、呼び出す前にエッグマン本人がダークガイアに吹っ飛ばされたため登場しない。
PS3版『ソニックジェネレーションズ』では3番目のボスとして登場。デザインが変更されウィングユニットの形状が変化し、コックピットが頭部、胸部、腹部の3か所存在している他、『ソニックワールドアドベンチャー』には無い攻撃が追加されている。
『ソニック フォース』ではエッグドラグーンMk-Ⅱとして、『ソニックジェネレーションズ』のデザインから更に変更が加えられたものが登場。
- エッグケルベロス

犬型の自律機動メカ。「ケルベロス」という名前だが、3つ首というわけではなく普通の1つ首。頭部に一本角のような赤いアンテナが装備されており、これで敵の位置を把握する。
2機存在していて、それぞれソニック、シャドウに破壊されている。
- エッグジェネシス

浮遊する本体と、ミサイルハッチとロボットの格納庫を兼ねる追加武装4つで構成された大型自律機動メカ。
ジェットエンジンのような飛行用の装置は見当たらず、どうやって浮遊しているのかは不明。
倒すと墜落する際に特攻を行い、爆発に巻き込もうとしてくる。
2機存在していて、それぞれソニック、シルバーに破壊されている。
- エッグワイバーン

ワイバーン型のメカ。エッグホークと違いこちらは羽ばたくことができ、翼にあるローターも併用して浮力を生み出している。
『新ソニ』ではエッグモービルは存在せず、エッグワイバーン用の、単独で飛行するコックピットを頭部に接続して操縦する。
- フラワン

観覧車に腕と頭だけの本体がしがみついている、という外見の自律機動メカ。大きな両腕で押しつぶしてくるが、それ以外の攻撃手段は無い。
- キャプテン・ゼリー

オールがチュッパチャップスになっている海賊船型のメカに、船長と船員型のロボットが乗り込んでいる。
Wii版では海賊船型のメカは砲台から飴玉を撃って攻撃し、船長と船員型のロボットは足が無いため飛び跳ねて攻撃を行う。3DS版では海賊船型のメカは背景にいるだけで何もせず、船長がペロペロキャンデーで船員を殴って飛ばす、という方法で遠距離攻撃を行ってくる。
- クジラン

煌びやかな装飾が施された、クジラ型のガス袋をもつ飛行船型の自律機動メカ。ゴンドラ下部の機銃を撃って攻撃する他、コンテナを投下してくる。
- ラフレシアン

フラワンに似ているが、こちらは頭部にカバーが付き、閉じると攻撃を防ぐ盾となる。
- コマンドー・ゼリー

潜水艦型のメカに、船長と船員型のロボットが乗り込んでいる。
基本的にキャンディーバードと攻撃が似ているが、Wii版では砲弾が魚雷になりホーミングするようになっている。3DSでは船長が手に持っている潜望鏡が大砲になり、船員を弾代わりに発射してくる。
- スカルン

クジランに似ているが、ガス袋が鮫を模した形状になっている宇宙船型の自律機動メカ。3DS版では更に多数のコンテナを後ろに連結し、列車のような構成となっている。
機銃の数が増えている。3DS版では機銃ではなくレーザー砲台が搭載されている。
- ダークウィスプ・アーマー

ウィスプの力をエネルギーに変換して戦闘を行うメカ。パープルフレンジーに外見が似ている。
当初は使用する予定は無かったのだが、計画が失敗に終わり脱出しようとするソニックたちに腹いせで戦うために使用した。
- エッグサーペント(ソニック4エピソード2)
- エッグスクラップマシン(ソニック4エピソード2)
- メタルキャリアー(ソニック4エピソード2)
- エッグハート(ソニック4エピソード2)
- メガデスエッグロボ

黒を基調とした球状の胴体に、複数の腕を持ち、足が無く尻尾をぶら下げて浮遊する巨大ロボット。ファントムルビーを運用するため製作された。
デスエッグロボの名前を冠しているが、外見は体型がふくよかという以外は全くの別物。

## 声優
- 佐藤正治：『セガソニック・ザ・ヘッジホッグ』
- 滝口順平：『ソニック・ザ・ヘッジホッグ (OVA)』
- 大塚周夫：『ソニックアドベンチャー』から『ソニックトゥーン 太古の秘宝』までのゲーム作品、『ソニックX』
- 中村浩太郎：『マリオ&ソニック AT リオオリンピック』以降のゲーム作品、『ソニックトゥーン (アニメ)』、『ソニックプライム』シーズン2まで
- 山寺宏一：『ソニック・ザ・ムービー』シリーズ（日本語版吹き替え）
- かぬか光明：『ソニックプライム』シーズン3[17]